# 鄭福田 (1948年)
鄭福田（1948年—2008年3月16日），臺北市萬華區人，輔仁大學物理系學士，原任茂迪股份有限公司（臺灣太陽能電池產業，世界知名品牌）總經理暨董事長，在臺灣被譽為「太陽能教父」，與政治人物林義雄交情匪淺。

## 生平
鄭福田1970年自輔大物理系畢業，隨即與輔大物理系同學左元淮博士合作創立茂迪公司，1998年公司轉型投入太陽能科技產業，太陽能發電。擔任董事長兼總經理期間，茂迪成為台灣太陽能電池龍頭廠，並上櫃掛牌成功，創造了連續五年高度成長、每年成長超過80%，連續三年成為天下雜誌一千大製造業經營績效前五十大的前十名，亦為更連續三年成為全世界太陽能電池生產廠商的前十大。
2007年，鄭氏獲選為當年度「輔大傑出校友」。

## 贡献
鄭氏生前捐有「輔仁大學物理學系鄭福田先生獎學金」回饋母校。逝世前，囑託身後成立鄭福田文教基金會 （页面存档备份，存于）、福田樹木保育基金會，對臺灣歷史教育、臺灣文化教育以及樹木保育工作甚有建樹。鄭福田先生生前非常關心台灣本土議題，2007年股東會的贈品是一包台灣自產的白米，便是最佳的例證。

## 外部連結
- 鄭福田文教基金會 （页面存档备份，存于）
- 福田樹木保育基金會 （页面存档备份，存于）
- 茂迪前董座鄭福田病逝 骨灰將灑在玉山[永久]
- 鄭福田病逝 捐股市值21億[永久]
- 96年傑出校友八人 校慶大會將表揚 （页面存档备份，存于）
- 輔大理工學院：傑出理工人
- 輔大紀事報第20期（含鄭福田簡介報導） （页面存档备份，存于）
- 紀念台灣太陽能教父--鄭福田先生(物理雙月刊( （页面存档备份，存于）